# Neothoa vivianii
Neothoa vivianii är en mossdjursart som beskrevs av Moyano 1987. Neothoa vivianii ingår i släktet Neothoa och familjen Hippothoidae. Inga underarter finns listade i Catalogue of Life.